# Píla (powiat Žarnovica)
Píla – wieś (obec) na Słowacji położona w kraju bańskobystrzyckim, w powiecie Žarnovica. Pierwsze wzmianki o miejscowości pochodzą z roku 1534.
Według danych z dnia 31 grudnia 2012, wieś zamieszkiwały 144 osoby, w tym 69 kobiet i 75 mężczyzn.
W 2001 roku pod względem narodowości i przynależności etnicznej 90,91% mieszkańców stanowili Słowacy, a 7,88% Romowie.
Ze względu na wyznawaną religię struktura mieszkańców kształtowała się w 2001 roku następująco:
- Katolicy rzymscy – 83,64%
- Ateiści – 8,48%
- Przedstawiciele innych wyznań – 0,61%
- Nie podano – 6,67%